# سيمور (تكساس)
سيمور (بالإنجليزية: Seymour, Texas)‏ هي مدينة تقع بولاية تكساس في شمال شرق الولايات المتحدة. تأسست عام 1890، تبلغ مساحة هذه المدينة 7.1 (كم²)، وترتفع عن سطح البحر 393 م، بلغ عدد سكانها 2908 نسمة في عام 2000 حسب إحصاء مكتب تعداد الولايات المتحدة وتصل الكثافة السكانية فيها 412.2 نسمة/كم2.

## التركيبة السكانية
حدّد مكتب تعداد الولايات المتحدة بيانات التركيبة السكانية لسيمور في تعداد الولايات المتحدة. في ما يلي، التركيبة السكانية حسب تعدادي 2000 و2010.

### تعداد عام 2000
بلغ عدد سكان سيمور 2,908 نسمة بحسب تعداد عام 2000، وبلغ عدد الأسر 1,273 أسرة وعدد العائلات 790 عائلة مقيمة في المدينة. في حين سجلت الكثافة السكانية 383.1 نسمة لكل كيلومتر مربع (992.2/ميل2). وبلغ عدد الوحدات السكنية 1,534 وحدة بمتوسط كثافة قدره 202.1 لكل كيلومتر مربع (523.4/ميل2).
وتوزع التركيب العرقي للمدينة بنسبة 89.24% من البيض و4.57% من الأمريكيين الأفارقة و0.48% من الأمريكيين الأصليين و0.72% من الأمريكيين ذوي الأصول الآسيوية و0.10% من سكان جزر المحيط الهادئ و3.44% من الأعراق الأخرى و1.44% من عرقين مختلطين أو أكثر و10.45% من الهسبانيون أو اللاتينيون من أي عرق.
بلغ عدد الأسر 1,273 أسرة كانت نسبة 28.6% منها لديها أطفال تحت سن الثامنة عشر تعيش معهم، وبلغت نسبة الأزواج القاطنين مع بعضهم البعض 49.1% من أصل المجموع الكلي للأسر، ونسبة 10% من الأسر كان لديها معيلات من الإناث دون وجود شريك، بينما كانت نسبة 3% من الأسر لديها معيلون من الذكور دون وجود شريكة وكانت نسبة 37.9% من غير العائلات. تألفت نسبة 35.7% من أصل جميع الأسر من عدة أفراد يعيشون في نفس المنزل ونسبة 21.9% كانت تتألف من شخص يعيش بمفرده يبلغ من العمر 65 عاماً أو أكثر. وبلغ متوسط حجم الأسرة المعيشية 2.25، أما متوسط حجم العائلات فبلغ 2.90.
بلغ العمر الوسطي للسكان 44.2 عاماً. وكانت نسبة 24.3% من القاطنين تحت سن الثامنة عشر، وكانت نسبة 6.1% بين الثامنة عشر والرابعة والعشرين عاماً، ونسبة 20.9% كانت واقعةً في الفئة العمرية ما بين الخامسة والعشرين والرابعة والأربعين عاماً، ونسبة 23.6% كانت ما بين الخامسة والأربعين والرابعة والستين، ونسبة 23.4% كانت ضمن فئة الخامسة والستين عاماً فما فوق. يوجد لكل 100 أنثى 83.9 ذكر، ويوجد لكل 100 أنثى في الثامنة عشر من عمرها فما فوق 80.3 ذكر.
بلغ متوسط دخل الأسرة في المدينة 23,662 دولارًا، أما متوسط دخل العائلة فبلغ 32,917 دولارًا. وكان متوسط دخل الذكور 21,891 دولارًا مقابل 19,292 دولارًا للإناث. وسجل دخل الفرد الخاص بالمدينة 16,062 دولارًا. وكانت نسبة 15.6% من العائلات ونسبة 19.5% من السكان تحت خط الفقر، وكان من هؤلاء نسبة 31.8% تحت سن الثامنة عشر ونسبة 10.7% في الخامسة والستين من العمر وما فوق.

### تعداد عام 2010
بلغ عدد سكان سيمور 2,740 نسمة بحسب تعداد عام 2010، وبلغ عدد الأسر 1,202 أسرة وعدد العائلات 728 عائلة مقيمة في المدينة. في حين سجلت الكثافة السكانية 361 نسمة لكل كيلومتر مربع (935.0/ميل2). وبلغ عدد الوحدات السكنية 1,451 وحدة بمتوسط كثافة قدره 191.2 لكل كيلومتر مربع (495.2/ميل2).
وتوزع التركيب العرقي للمدينة بنسبة 91.28% من البيض و2.45% من الأمريكيين الأفارقة و0.22% من الأمريكيين الأصليين و0.11% من الأمريكيين ذوي الأصول الآسيوية و0.11% من سكان جزر المحيط الهادئ و3.80% من الأعراق الأخرى و2.04% من عرقين مختلطين أو أكثر و13.61% من الهسبانيون أو اللاتينيون من أي عرق.
بلغ عدد الأسر 1,202 أسرة كانت نسبة 26.5% منها لديها أطفال تحت سن الثامنة عشر تعيش معهم، وبلغت نسبة الأزواج القاطنين مع بعضهم البعض 45.6% من أصل المجموع الكلي للأسر، ونسبة 9.7% من الأسر كان لديها معيلات من الإناث دون وجود شريك، بينما كانت نسبة 5.2% من الأسر لديها معيلون من الذكور دون وجود شريكة وكانت نسبة 39.4% من غير العائلات. تألفت نسبة 36% من أصل جميع الأسر من عدة أفراد يعيشون في نفس المنزل ونسبة 19.3% كانت تتألف من شخص يعيش بمفرده يبلغ من العمر 65 عاماً أو أكثر. وبلغ متوسط حجم الأسرة المعيشية 2.23، أما متوسط حجم العائلات فبلغ 2.88.
بلغ العمر الوسطي للسكان 44.7 عاماً. وكانت نسبة 22.7% من القاطنين تحت سن الثامنة عشر، وكانت نسبة 7.3% بين الثامنة عشر والرابعة والعشرين عاماً، ونسبة 20.3% كانت واقعةً في الفئة العمرية ما بين الخامسة والعشرين والرابعة والأربعين عاماً، ونسبة 24.6% كانت ما بين الخامسة والأربعين والرابعة والستين، ونسبة 25% كانت ضمن فئة الخامسة والستين عاماً فما فوق. وتوزع التركيب الجنسي للسكان بنسبة 47.1% ذكور و52.9% إناث.

## الموقع الجغرافي
الموقع الجغرافي للمناطق المحيطة بهذه النقطة هو كالتالي:

## وصلات خارجية
- www.cityofseymour.org
- The US50 - Cities and Towns in Texas State